# Mogens Ballin
Mogens Ballin (Copenaghen, 20 marzo 1871 – Hellerup, 27 gennaio 1914) è stato un pittore danese.
Frequentò la comunità di Pont-Aven e fece parte del gruppo dei Nabis.

## Biografia
Mogens Ballin nacque a Copenaghen, figlio unico di una famiglia di ebrei molto osservanti. Ancora giovanissimo dipinse i suoi primi paesaggi nella Selandia, regione della Danimarca. Prese inoltre lezioni di francese da Mette Gauguin, moglie di Paul, e, grazie ai quadri di Gauguin e di altri pittori contemporanei che vedeva nella casa di lei, riuscì a comprendere e a seguire le più importanti tendenze dell'impressionismo francese. Ciò fu molto importante per il suo futuro. Infatti nel 1889 poté recarsi a Parigi con una lettera di presentazione per Gauguin firmata dalla moglie dell'artista.
Nel marzo del 1891, ad un festa in onore di Gauguin, conobbe Jan Verkade, pittore olandese, col quale in seguito avrebbe diviso molte esperienze. Entrò poi in contatto col gruppo dei Nabis e nel 1892 partecipò per la prima volta ad una loro riunione.

Su consiglio di Paul Sérusier, assieme a Verkade si recò a Pont-Aven, visitò la Bretagna e raggiunse Sérusier a Huelgoat. Lì conobbe il ceramista Georges Rasetti. Ballin e Verkade si fermarono anche a Le Pouldu, dove completarono una serie di paesaggi d'impronta sintetista sotto la guida di Sérusier.
Tornati a Pont-Aven, assieme a Maxime Maufra e a Charles Filiger, pensarono addirittura di poter concepire una nuova forma d'arte, ma, non riuscendo a venirne a capo, ciò che ne risultò potrebbe sembrare oggi un primo tentativo di pittura astratta. Abbandonarono l'idea.

Nel 1892 Ballin andò a Saint-Nolff, dove si trovava Verkade e dove dipinse molti piccoli paesaggi e realizzò numerosi disegni.
Essendo fondamentalmente religioso, fra le sue letture spirituali egli incluse anche sant'Agostino e i Vangeli. Poi assistette al battesimo dell'amico Verkade, rimanendone colpito. Decise allora di abbracciare la fede cattolica. Partì quindi con l'amico Verkade per l'Italia e si recò a Fiesole, dove si fece battezzare dai Francescani, assumendo il nome di "Francesco".

Ripreso il viaggio, i due giunsero a Roma e scoprirono gli affreschi dei monaci della Congregazione di Beuron. Quindi, mentre Verkade partì per Beuron, Ballin rientrò a Copenaghen.
In seguito, Ballin e Verkade illustrarono assieme la rivista Taarnet del poeta Johannes Joergensen (anche lui convertitosi al cattolicesimo) e Ballin partì con quest'ultimo per un viaggio ad Assisi.
Nel 1899 Ballin sposò Marguerite d'Auchamp, di origine francese, dalla quale ebbe cinque figli e aprì un atelier di arti figurative con Siegfried Wagner, ispirandosi al pittore simbolista Jens Ferdinand Willumsen. Produsse quadri, lampade e gioielli
Ma nel 1907 Marguerite morì e Ballin abbandonò sempre di più la pittura, dedicandosi all'educazione dei figli. Tre di essi presero i voti.

Affetto da un tumore, Mogens Ballin si spense nel villaggio di Hellerup nel 1914.

## Opere
Le opere di Ballin sono rare a causa della sua scarsa produttività. Egli non si preoccupò nemmeno di applicare compiutamente le riforme pittoriche dei Nabis: colori piatti, contorni neri (che egli lasciava blu), prospettiva falsa o assente, orizzonte dei paesaggi molto alto, e così via.
La rappresentazione delle figure umane rivela la sua serenità spirituale, il suo latente misticismo e, sotto l'influenza di Charles Filiger, Ballin dipinse dei ritratti che appaiono come icone bizantine moderne.
Paul Sérusier disse di lui:
«Ballin lascia intravedere un'arte strana, seria, ricca e fantasiosa.»
Troppo presto, purtroppo, Mogens Ballin rinunciò a dipingere.

## Galleria d'immagini

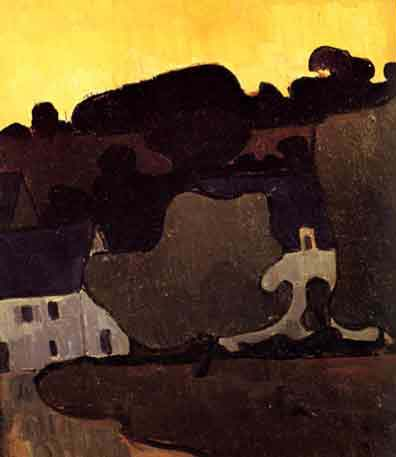
Paesaggio bretone
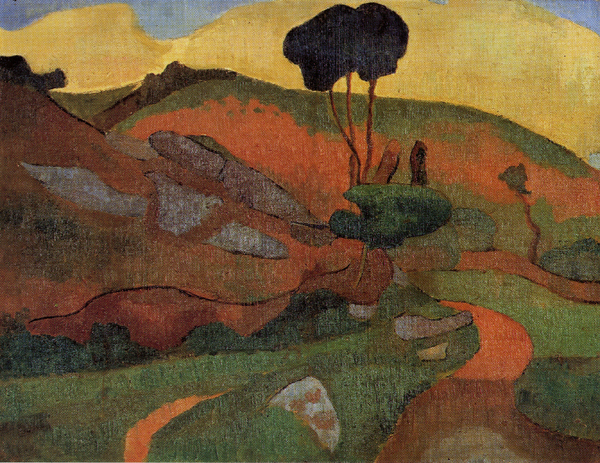
Paesaggio
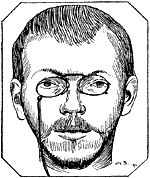
Il poeta Johannes Joergensen, 1894
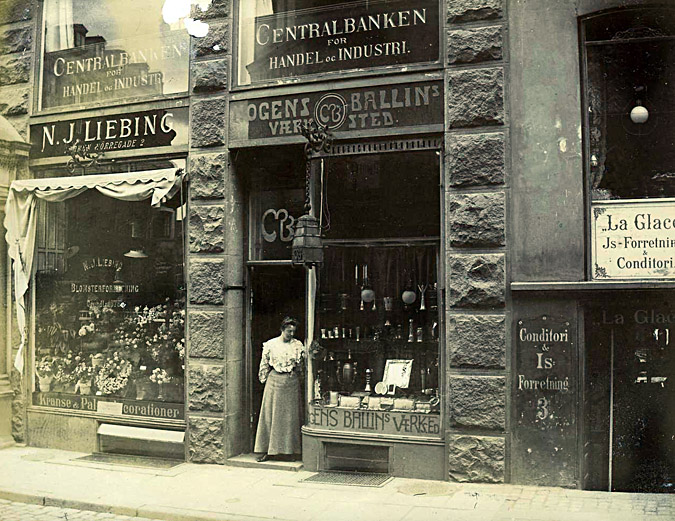
Fotografia del negozio di Ballins